# 獅球嶺
獅球嶺是位於臺灣基隆市仁愛區的地名，位處仁愛區西部偏北一帶，範圍大致包括獅球里不含西南端、書院里東大半部、朝棟里東南大半部、光華里、明德里不含北端、同風里最西端、文安里、兆連里、德厚里西北端、曲水里北端凸出部分、崇文里不含南端、誠仁里西北端、福仁里西部、博愛里南部。

## 歷史
獅球嶺為台灣東北部海岸與台北盆地之間的天然屏障。1884年中法戰爭（西仔反），法軍占領了基隆，欲長驅直入，卻因獅球嶺的屏障使法軍無法攻入台北而敗退。
清朝末期，獅球嶺地區為一街庄，稱為「獅球嶺庄」，隸屬於基隆堡。該庄東北與基隆街為鄰，東南與石硬港庄為鄰，西南邊為港口庄，西北邊為蚵殼港庄。
1901年（日治明治三十四年）11月，該庄隸屬於基隆廳，編入第一區。1905年（明治三十八年）7月，第一區、第二區合併為「基隆區」。1920年（大正九年），該庄改制為「獅球嶺」大字，隸屬於臺北州基隆郡基隆街。1924年10月，基隆街升格為州轄基隆市。1931年基隆市實施「町名改正」，本地區拆分為多個町。
戰後基隆市改制為省轄市，本地區拆分編入第三區，町改制為里。1946年，第三區改稱仁愛區，本地區仍屬之。因人口增加，本地區已細分為多個里。

## 交通
台鐵縱貫線經過獅球嶺地區，境內未設車站，較近車站為北側的基隆車站與南側的三坑車站。由此等往南可前往汐止、台北、桃園、新竹等地，亦可於八堵車站轉宜蘭線前往宜蘭、羅東、花蓮、台東等地。
國道1號基隆端位於本地區東北部邊界地帶，由此可快速前往台灣西部各地。省道台5線（南榮路）的北側端點在本地區與省道台2線東行車道（仁五路、愛三路）交會處，由此往東轉南可前往汐止、南港、台北市區。

## 設施

### 公共設施
- 基隆市仁愛區行政大樓

### 學校
- 基隆市仁愛區成功國民小學

### 廟宇
- 基隆三姓公廟
- 基隆平安宮

## 景點
- 獅球嶺砲臺（位於與港口交界地帶，市定古蹟）